# ジョン・ジェフリーズ

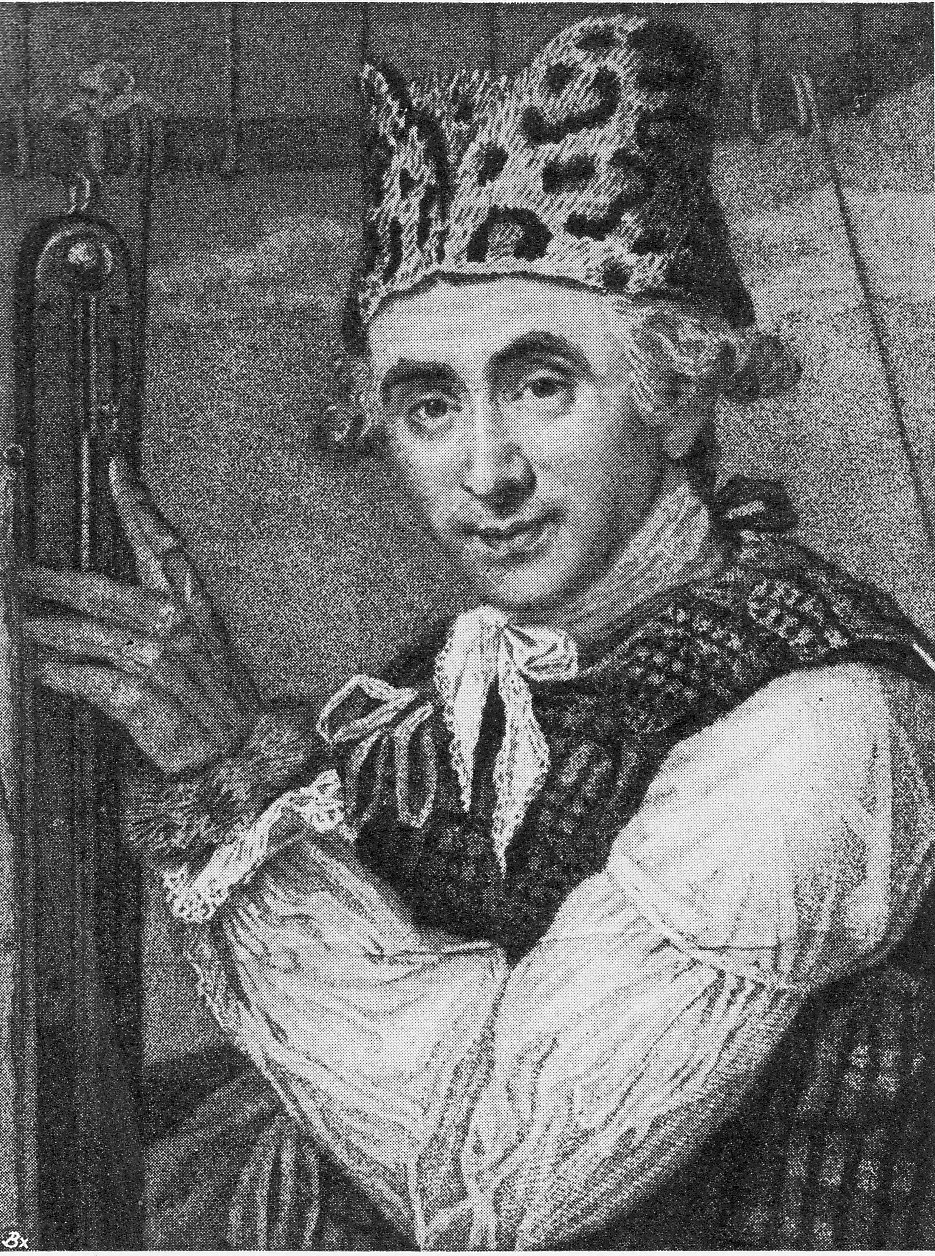
ジョン・ジェフリーズ

ジョン・ジェフリーズ（John Jeffries、1744年2月5日 - 1819年9月16日）はアメリカ合衆国の医師、航空の先駆者である。1785年にジャン＝ピエール・ブランシャールとともに気球でドーヴァー海峡を横断した。
ボストンに生まれた。ロンドンとアバディーンで薬学を学んだ後、ハーバード大学を卒業した。ボストンに戻り、医者を開業し、船医としても働いた。1770年にボストンでイギリス軍が民間人5人を射殺したボストン虐殺事件では検視を行った。
アメリカ独立戦争ではノバスコシアのハリファックスの連隊に加わり、軍医として働いた。1779年3月イギリスに渡りイギリス軍の軍医となり1780年3月のチャールストンの戦いに従軍したが、同年12月退役しロンドンに戻り、医者を開業し、解剖学の研究などを行った。
気球で飛行した最初のアメリカ人で1784年11月30日にブランシャールとロンドンで気球の飛行を行い、気球から気象観測を行い、1785年1月7日、ブランシャールとともに水素気球でドーヴァー海峡を横断した。1786年にこれらの飛行の様子をA Narrative of Two Aerial Voyagesとして出版した。
ブランシャールは気球乗りとして名声を得たが、ジェフリーズはこれ以後飛行をやめた。1789年の夏ボストンに戻り、医学にもどり解剖学の講義を行った。
アメリカの最初の気象観測者とされており、1774年にボストンで毎日気象記録を残した。アメリカでは天気予報士の日（National Weatherperson's Day）はジェフリーズを記念して、ジェフリーズの誕生日の2月5日にされている。